# Christof Munzlinger
Christof Munzlinger (* 2. März 1954 in Simmern/Hunsrück) ist ein Brigadegeneral außer Dienst der Bundeswehr.

## Leben
Munzlinger stammt aus einer katholischen Familie im Hunsrück. Mit 18 Jahren begann er 1972 seinen Dienst in der Bundeswehr beim Heeresfliegertransportregiment 35 in Andernach. Nach einem Studium der Pädagogik an der Universität der Bundeswehr München in Neubiberg wechselte er zur Artillerietruppe. Danach war er u. a. Kommandeur des Panzerartilleriebataillons 405 in Dabel.
Von 1984 bis 1986 absolvierte er den Generalstabslehrgang Heer an der Führungsakademie der Bundeswehr in Hamburg, wo er zum Offizier im Generalstabsdienst ausgebildet wurde. Außerdem war er beim Militärischen Abschirmdienst und im Planungsstab des Bundesministers der Verteidigung tätig. Später war er Lehrgangsleiter an der Führungsakademie der Bundeswehr in Hamburg. 2000 wurde er Chef des Stabes des Wehrbereichskommandos III/7. Panzerdivision in Düsseldorf.
Im Mai 2005 übernahm Munzlinger das Kommando über die Panzerbrigade 18 in Boostedt. Er befand sich von März bis Juli 2006 im Einsatz in Afghanistan als Kommandeur des 10. deutschen Einsatzkontingents der ISAF. Anschließend war er bis zum 10. Januar 2008 wieder Kommandeur der Panzerbrigade 18. Ab dem 1. Februar 2008 war er Beauftragter für Erziehung und Ausbildung des Generalinspekteurs der Bundeswehr (BEA). Seit Jahresbeginn 2011 war er außerdem „Beauftragter für Posttraumatische Belastungsstörungen und Einsatztraumatisierte Soldaten“. Diese Funktion übergab er am 13. Dezember 2012 an Brigadegeneral Klaus von Heimendahl. Seit dem 1. Februar 2013 war Munzlinger Kommandeur des Landeskommandos Mecklenburg-Vorpommern in Schwerin. Am 10. März 2016 übergab er das Kommando an Brigadegeneral Gerd Kropf und wurde in den Ruhestand versetzt.

## Familie
Christof Munzlinger wohnt im mecklenburgischen Klein Görnow bei Sternberg und ist seit 1995 in zweiter Ehe mit einer Fotografin verheiratet. Der Autodidakt tritt gelegentlich in den Kirchen der Region als Pianist und Organist auf.

## Auszeichnungen
- 2001: Ehrenkreuz der Bundeswehr in Gold[8]
- 2013: Bundesverdienstkreuz am Bande[9]